# Rosemary Altea
Rosemary Altea (Leicester, 19 maggio 1946) è una scrittrice britannica che si autodefinisce medium e sensitiva.

## Biografia
Rosemary è nata in Inghilterra da Lilian e Richard Edwards, soldato professionista. Secondo quanto riferisce lei stessa, sin dall'infanzia avrebbe udito strane voci e visto volti ritenuti degli spiriti. All'inizio era portata a ritenere che ogni persona normale avesse le sue capacità, ma accortasi che così non era, imparò presto a tenere nascosti i propri poteri. Altea riferisce di aver avuto un'infanzia tristissima, e che i maltrattamenti subiti dai genitori acuirono in lei la sensibilità verso il dolore degli altri. Sua madre la minacciava spesso che sarebbe finita in un ospedale psichiatrico come sua nonna, Eliza Masters, la quale pure sembrava avere la capacità di sentire voci e vedere volti inaccessibili alla gente comune, e per questo era ritenuta pazza.
Secondo la sua biografia sarebbe stato l'intervento di un guaritore spirituale, Paul Denham, con cui ebbe un incontro casuale, a evitare che Altea finisse davvero in un ospedale psichiatrico come sua madre aveva predetto e dove probabilmente sarebbe stata etichettata come schizofrenica.
Si sposò all'età di 19 anni, ma fu abbandonata dal marito dopo aver perso in gravidanza due bambini, e dopo essere stata colpita da una grave malattia in cui rischiò di morire. Nel 1970 riuscì però finalmente ad avere una figlia.
In seguito avvenne un incontro, che Altea ritiene per sé decisivo, con il guaritore Mick Mc Guire, il quale l'avrebbe aiutata a sviluppare quelle che sarebbero state le sue doti di veggente. Si sarebbe quindi manifestato il suo spirito guida, che Altea afferma essere uno sciamano nativo americano dal nome di "Aquila Grigia". Nel 1981 ella assunse il nuovo nome di Altea e cominciò a lavorare come medium, sostenendo di sapersi mettere in contatto con i defunti grazie al tramite del suo spirito guida..
Intanto, attraverso Mc Guire, cominciò a lavorare alla Stainforth Spiritualist Church. Qui ebbero inizio le sue prime conferenze, che attiravano ascoltatori sempre più numerosi. Altea riferisce che il suo spirito guida era sempre al suo fianco, e non l'abbandonava mai ogni volta gli si rivolgeva per chiedergli aiuto. Nel 1983 poi, in vacanza a Cipro, Altea conobbe un guaritore di fama, John Mikaledes, il quale la avviò all'attività di guaritrice, cosa per cui ella si sentiva naturalmente portata.

## Attività
Nel 1986 Altea ha aperto il suo primo centro curativo spirituale e un anno più tardi la "Rosemary Altea Associazione di Healers" (RAAH). Attualmente vive negli Stati Uniti dove si dedica alla sua organizzazione di guaritori, e nella quale dispensa gratuitamente la propria opera.
Nel 1996, quello che lei definisce il suo angelo guida, Aquila Grigia, l'avrebbe spinta a scrivere e pubblicare il suo primo libro, Una lunga scala fino al cielo, storia della sua vita. Altri libri, seguiti al primo, illustrano dei metodi ed esercizi di quella che lei chiama guarigione spirituale.
Su di lei, intanto, erano iniziati a comparire articoli su riviste e quotidiani americani come il New York Times e Vanity Fair. Alcuni talk-show la ebbero come ospite.
In Italia Altea ha pubblicato quasi una decina di libri, tutti editi da Sperling & Kupfer, riscuotendo un buon successo commerciale. È anche comparsa varie volte in televisione al Maurizio Costanzo Show, per lo più in occasione della presentazione dei suoi libri; l'ultima apparizione risale al 2003. È stata pure ospite di Gigi Marzullo su RaiUno.
Altea afferma di possedere la capacità di mettersi in contatto con le anime dei defunti, contatti che asserisce di essere in grado di stabilire anche nel corso di riunioni in pubblico. In occasione delle sue numerose conferenze, ad esempio, è capitato varie volte che si offrisse alle domande di persone in lutto per la perdita di un proprio caro, sulla cui eventuale vita ultraterrena costoro erano ansiosi di avere notizie.
L'istituto del CICAP ha messo in dubbio il suo operato, soprattutto in relazione al metodo di cold reading (lettura a freddo) con cui la Altea riuscirebbe a ottenere le informazioni sui defunti dagli stessi parenti, all'insaputa di questi; ma la Altea ha sempre tenuto a precisare di rispettare la scienza, e che le sue pratiche non vanno confuse con le normali terapie mediche. Secondo questo istituto, la Altea si sarebbe rifiutata di dare dimostrazioni concrete e scientifiche dei propri poteri o di effettuare esperimenti sotto osservazione di scienziati o esperti d'illusionismo, come quelli che operano per il CICAP stesso.
In particolare, più volte il noto prestigiatore James Randi e Massimo Polidoro del Cicap hanno tentato di coinvolgere Rosemary Altea in verifiche scientificamente corrette delle sue abilità medianiche; e in effetti il 26 gennaio 2007 la scrittrice ha accettato di comparire in televisione, al Larry King Show, in un confronto con James Randi, prestigiatore e esperto critico dei trucchi di sedicenti maghi e sensitivi. Interrogata al riguardo, tuttavia, si è rifiutata di prendere parte alla sfida per il milione di dollari messo in palio da James Randi per chi riuscirà a dimostrare concretamente l'effettività dei propri poteri paranormali, in base a evidenze di natura presunta "scientifica".
La Altea ha affermato in proposito:
(Rosemary Altea, da un'intervista sul quotidiano City del 30 giugno 2008)
A partire dal 2003 è seguito un lungo periodo di silenzio nel quale ha dovuto difendersi in tribunale da procedimenti legali avviati contro di lei dai famigliari di una persona morente, che ritenevano lei avesse plagiato una malata terminale per potersi fare intestare le sue proprietà immobiliari, senza poi rispettarne le volontà testamentarie dopo la sua morte; procedimenti legali che hanno dato torto ai suddetti familiari e riconosciuto ragione all'appellante Altea. Nel 2008 costei ha quindi pubblicato un nuovo libro, Ritrovarsi, in cui tra le altre cose descrive gli ultimi avvenimenti della sua vita.
Nel 2009 è emerso che Rosemary Altea avrebbe subito per molti anni una frode da parte della sua contabile, che le avrebbe sottratto, senza che lei riuscisse a rendersene conto, circa 200.000 dollari.

## Pubblicazioni
- Una lunga scala fino al cielo, 1996, ISBN 88-200-2126-9
- Spirito libero, 1997, ISBN 88-200-2516-7
- I colori dell'anima, 1998, ISBN 88-200-2670-8
- Il dono dell'esperienza, 1998, ISBN 88-200-2766-6
- La forza che è in te, 1999, ISBN 88-8274-290-3
- Sono accanto a voi, 2000, ISBN 88-200-3079-9
- I segni dell'anima, 2002, ISBN 88-200-3394-1
- I segni dell'anima, edizione aggiornata e ampliata del 2004, ISBN 88-8274-648-8
- Ritrovarsi, 2008, ISBN 978-88-200-4412-1
- Noi non siamo soli, 2011, ISBN 8820051532